# Socialisme du XXIe siècle

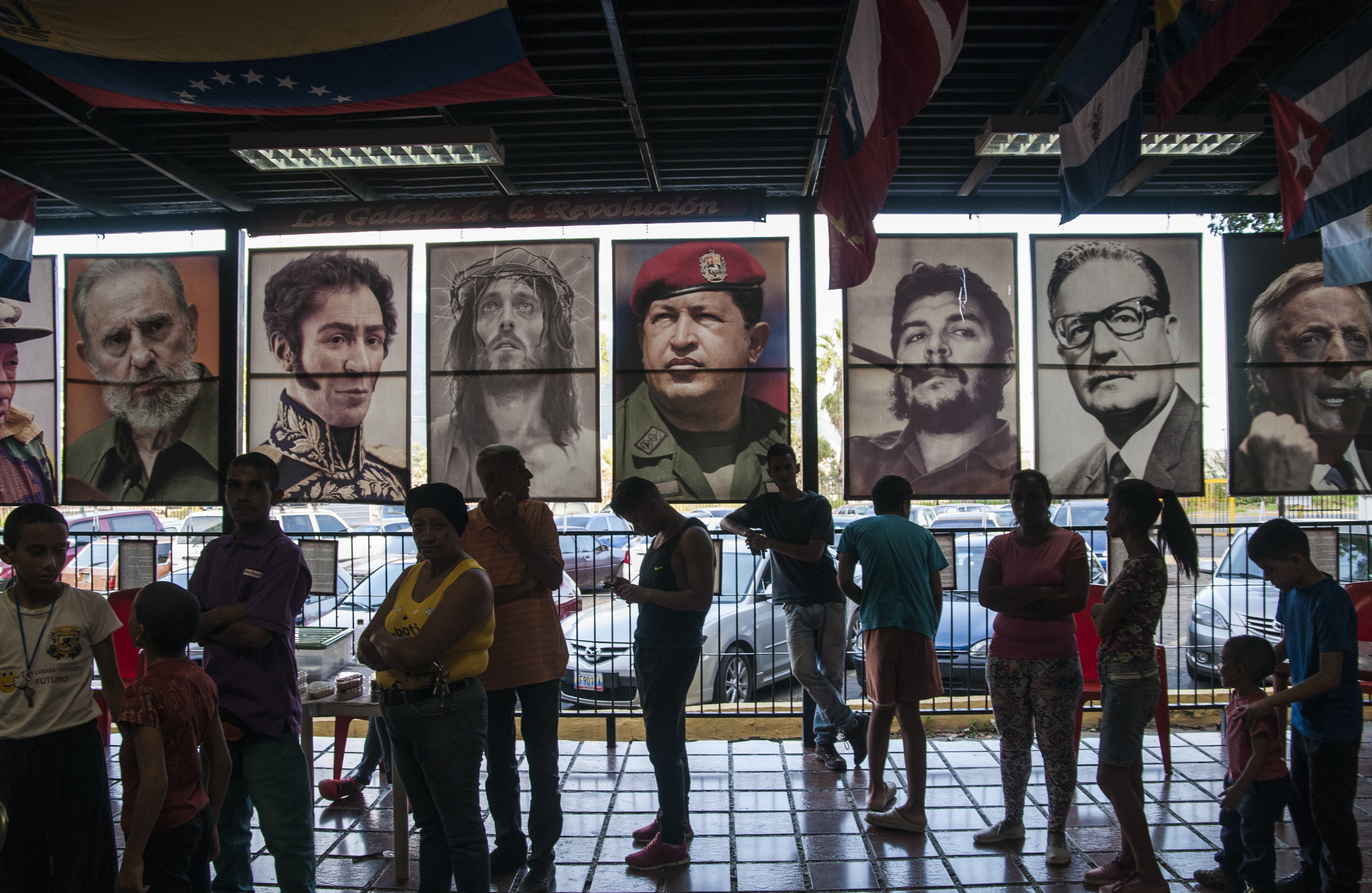
Caractères idéologiques du socialisme du XXIe siècle en république bolivarienne du Venezuela.

Le socialisme du XXIe siècle (en espagnol : socialismo del siglo XXI) est un terme politique utilisé pour décrire l'interprétation des principes socialistes prônés d'abord par le sociologue et analyste politique allemand Heinz Dieterich en 1996, puis par des chefs d'État latino-américains comme Hugo Chávez au Venezuela, Rafael Correa en Équateur, Evo Morales en Bolivie et Luiz Inácio Lula da Silva au Brésil.
Le « socialisme du XXIe siècle » affirme que le capitalisme industriel de libre marché et le socialisme du XXe siècle n'ont pas permis de résoudre les problèmes urgents de l'humanité tels que la pauvreté, la faim, l'exploitation, l'oppression économique, l'esclavage moderne, le sexisme, le racisme, la destruction des ressources naturelles et l'absence d'une vraie démocratie participative. En raison des conditions historiques locales uniques, le socialisme du XXIe siècle contraste souvent avec les applications précédentes du socialisme dans d'autres pays et vise un processus de planification plus décentralisé et participatif. Le socialisme du XXIe siècle comporte des éléments socialistes démocratiques, mais il ressemble avant tout au révisionnisme marxiste.

## Principes théoriques
Selon Dieterich, « le programme du socialisme du XXIe siècle est nécessairement révolutionnaire » en ce sens que la société existante est remplacée par un « système qualitativement différent ». Cependant, cette révolution devrait être un processus graduel qui n'emploie pas la violence, mais utilise plutôt la démocratie participative pour garantir le pouvoir, l'éducation, les connaissances scientifiques sur la société et la coopération internationale.
Dieterich suggère la construction de quatre institutions de base dans la nouvelle réalité de la civilisation post-capitaliste :
1. L'économie d'équivalence, qui devrait être basée sur la théorie marxiste de la valeur du travail et qui est déterminée démocratiquement par ceux qui créent directement de la valeur, au lieu de principes économiques de marché ;
2. La démocratie majoritaire, qui utilise des référendums pour décider de questions importantes qui concernent toute la société ;
3. La démocratie fondamentale, fondée sur des institutions étatiques démocratiques en tant que représentants légitimes des intérêts communs de la majorité des citoyens, avec une protection appropriée des droits des minorités ;
4. Le sujet critique et responsable, le citoyen auto-déterminé rationnellement, éthiquement et esthétiquement[2].

## Courants
Les socialistes du XXIe siècle en Amérique latine se réclament exclusivement de principes anti-libéraux, étant donné que, selon eux, les politiques néolibérales inspirées par le Consensus de Washington n'ont permis ni le développement économique, ni la réduction des inégalités ou de la pauvreté. On peut distinguer néanmoins deux courants principaux au sein du socialisme du XXIe siècle :
Le premier, qui est considéré comme le plus « radical », est celui de Hugo Chávez et de Nicolas Maduro au Venezuela, de Rafael Correa en Équateur et d'Evo Morales en Bolivie, qui se définit comme étant clairement anticapitaliste, et qui a pour but de renverser démocratiquement les élites et l'oligarchie avec des mesures radicales (nationalisations, expropriations, réforme agraire). Il est généralement classé à la gauche radicale et défend une économie post-keynésienne avec des mesures populistes. Ce courant, à forte connotation socialiste, a néanmoins été critiqué par d'autres mouvements socialistes, marxistes et anarchistes notamment, pour avoir conservé l'importance prédominante du secteur privé dans l'économie.
Le second courant, porté notamment par Luiz Inácio Lula da Silva au Brésil, refuse la radicalité du premier. Il s'agit d'un courant davantage pragmatique, qui accepte les compromis avec l'opposition libérale et les secteurs économiques. De fait, Lula a davantage appliqué un programme social-démocrate, voulant transformer progressivement le système économique au travers d'une économie mixte, mêlant réformes sociales et développement de l'État-providence tout en conservant la politique de rigueur de son prédécesseur, qu'un programme réellement socialiste, ce qui fait suite à l'évolution du programme du Parti des travailleurs. Un autre critère de divergence correspond à la vision écologiste : ce courant défend une politique écologiste modérée, tandis que le premier courant se réclame, en théorie, de l'écosocialisme. Il correspond au courant majoritaire en Amérique latine, avec, entre autres, Pepe Mujica en Uruguay, Cristina Kirchner en Argentine, Andrés Manuel Lopez Obrador au Mexique et Gustavo Petro en Colombie. Il se classe plutôt à gauche ou au centre gauche.

## Résultats socio-économiques
Les résultats ont été très variables en fonction des pays. Ainsi, la récente crise économique au Venezuela est souvent considérée par les économistes et personnalités politiques libérales comme l'exemple type de l'échec du socialisme du XXIe siècle. 
D'autres dirigeants ayant appliqué les mêmes recettes ont obtenu des résultats bien meilleurs. Lorsqu'Evo Morales est arrivé au pouvoir en 2006, la Bolivie était l'un des pays les plus pauvres de l'Amérique latine, avec un PIB extrêmement faible et un taux de pauvreté important. Cependant, les réformes adoptées depuis 2006 ont fait du système économique bolivien le plus stable de la région. En 2016, la Bolivie a le taux de croissance économique le plus élevé et le taux de chômage le plus faible d’Amérique du Sud. Depuis l'année 2007, l'économie bolivienne connaît une forte croissance (6,8 % en 2013, 5,9 % en 2014 et 4,2 % en 2017) ce qui fait de ce pays l'un des plus dynamiques du sous-continent au niveau de la croissance du PIB. De la même manière, l'excédent budgétaire pour l'année 2013 a été de 4,6 %. Entre 2006 et 2019, le PIB s'est accru de 9 milliards, à plus de 40 milliards de dollars, le salaire réel a augmenté, le PIB par habitant a triplé, les réserves de change sont à la hausse, l’inflation a été pour l'essentiel éliminée, et l’extrême pauvreté a chuté, passant de 38 % à 15 %, ce qui constitue une baisse de 23 points. 4 millions de personnes sont ainsi sorties de la pauvreté. Pourtant, Evo Morales a appliqué la même politique qu'au Venezuela, par exemple en nationalisant le 1er mai 2006 l'ensemble de son activité pétrolière ou en faisant baisser de sept ans l'âge de départ légal à la retraite,,. En Équateur le président Rafael Correa a suivi les grands principes idéologiques du chavisme, à travers des programmes sociaux et des nationalisations : selon la Banque mondiale, la pauvreté en Équateur a fortement reculé en l'espace de quelques années, pour passer d'un taux de 36,7 % en 2007 à 22,5 % en 2014. Le chômage demeure faible, atteignant son niveau le plus élevé depuis le début du mandat de Correa en 2016 avec 5,7 % de la population active privée d’emploi. Les inégalités, telles que mesurées par l'indice de Gini, ont baissé de 0,55 à 0,47 (2007-2014), ce qui fait de l’Équateur le pays latino-américain à avoir le plus fortement réduit les inégalités pour la période observée,.
D'autres dirigeants de gauche ont eux aussi obtenu des résultats similaires. Ainsi, au Brésil, le président Lula met en place des programmes sociaux d'importance et améliore sensiblement la situation économique, le Produit intérieur brut étant multiplié par cinq sous sa présidence tandis que quelque 30 millions de Brésiliens sortent de la pauvreté. En Uruguay, depuis l'arrivée au pouvoir du Front large en 2005, l'Uruguay connait une croissance économique ininterrompue depuis près de 15 ans, ce qui constitue un record pour ce pays. Ce développement économique serait notamment dû à la stabilité politique de l'Uruguay, au faible niveau de la corruption, et au développement des relations commerciales avec la Chine. La part des dépenses sociales dans le total des dépenses publiques est passée de 60,9 % à 75,5 % entre 2005 et 2015. En outre, près d'une cinquantaine de lois renforçant le droit du travail, la négociation collective, la liberté syndicale, la protection sociale en cas de chômage ou de maladie ont été adoptées. De même, selon les chiffres officiels, le taux de pauvreté a chuté de 40 % à 8 %, le salaire moyen a augmenté de 55 %, le PIB a progressé de 4 % par an en moyenne et le nombre de personnes bénéficiant d'une couverture médicale est passé de 700 000 à 2,5 millions. Au Salvador, les politiques mises en place par le FMLN se concrétisent par une amélioration du système de santé, avec notamment une baisse des taux de mortalité infantile et maternelle et par une baisse du taux de pauvreté de 10 points. Au Nicaragua, certains analystes considèrent que la situation économique s'est fortement améliorée depuis l'élection de Daniel Ortega à la présidence, en 2006. Le pays a affiché ces dernières années un taux de croissance du PIB de plus de 5 % en moyenne, et la dette externe est passée de 66 % du PIB en 2006 à 40 % en 2015. Les nombreux programmes sociaux développés (« plan Techo », « Hambre Cero », « Usura Cero », etc.) ont permis de réduire le taux de pauvreté de 42,5 % en 2009 à 30 % en 2014. 
Enfin, en Argentine, les politiques interventionnistes élaborées durant les présidences des Kirchner, ponctuées par des nationalisations et par un accroissement des dépenses publiques, se traduisent par une amélioration de la situation économique : les inégalités sociales se sont réduites et le PIB a augmenté, malgré des périodes de récession en 2008-2009 et après 2012,. La crise économique ultérieure en Argentine se caractérise par une forte récession, un chômage en hausse, une explosion de la dette et du déficit ainsi qu'une inflation galopante malgré la politique du président de centre-droit Mauricio Macri.